# Philip K. Dick's Electric Dreams
Philip K. Dick's Electric Dreams, noto anche semplicemente come Electric Dreams, è una serie televisiva antologica ideata e prodotta da Ronald D. Moore e Michael Dinner, basata sui racconti di Philip K. Dick. Ogni episodio è a sé stante, in quanto scenari e personaggi sono diversi per ogni singolo episodio, con filo conduttore il tema della fantascienza e della tecnologia.

## Produzione
Philip K. Dick’s Electric Dreams è la quarta serie televisiva basata sulle opere di Philip K. Dick dopo Total Recall 2070, L'uomo nell'alto castello e Minority Report.
Originariamente la serie era prevista come una coproduzione tra AMC e Channel 4, ma AMC ha lasciato il progetto. Di conseguenza, Amazon Video ha acquistato i diritti di trasmissione per gli Stati Uniti. La serie è prodotta da Channel 4 e Sony Pictures Television con Ronald D. Moore, Michael Dinner e Bryan Cranston come produttori esecutivi.

## Distribuzione
Nel Regno Unito la serie ha debuttato su Channel 4 il 17 settembre 2017. Negli Stati Uniti e in Italia è stata distribuita dal 12 gennaio 2018 da Amazon Video.
Nell'edizione pubblicata da Amazon Video, l'ordine degli episodi è stato cambiato rispetto alla prima trasmissione televisiva.

## Episodi
| Stagione       | Episodi | Prima TV originale | Prima TV Italia |
| -------------- | ------- | ------------------ | --------------- |
| Prima stagione | 10      | 2017               | 2018            |